# Johann von Eych
Johann III von Eych (1404-1464) (* c1404 † Eichstätt, 1º de Janeiro de 1464), foi humanista, arcebispo de Eichstätt, cardeal, teólogo, jurista, chanceler do Imperador Alberto II, barítono e reitor da Universidade de Viena.

## Biografia
Johann von Eych era filho de Karl von Eych e Margaretha von Heltpurg (ou Heldburg).  Era sobrinho de Peter von Heltpurg que foi educador em Eichstätt e morreu em 1441.  Em 1423 matriculou-se na Universidade de Viena, e mais tarde frequentou a Universidade de Pádua onde em 1429 recebeu o diploma de doutor em Sagradas Escrituras e lei canônica.
Em 1430 tornou-se canonista da Catedral de Eichstätt.  Foi reitor da Universidade de Pádua de 1433 a 1434.  Em 1435, ocupou o cargo de vigário geral do principado-bispado de Eichstätt.  Foi deão da faculdade de direito da Universidade de Viena em 1435 e novamente entre 1437-1438.  Durante o período 1438-1441 colocou-se a serviço do imperador Alberto II da Alemanha e de Alberto VI da Áustria.  Durante este período, serviu como delegado do Concílio de Florença.  Em 2 de Janeiro de 1439, durante o concílio, fez um brilhante discurso e travou amizades com inúmeros eclesiásticos proeminentes com quem mais tarde haveria de manter correspondência, dentre os quais podemos mencionar João de Capistrano, Nicolau de Cusa,  Jakob von Tückelhausen, Bernhard von Waging (1400-1472), bem como Ulrich Gossembrot (1439-1465), um dos primeiros protagonistas do humanismo renascentista no norte da Europa.  Eych retornou à Universidade de Viena na qualidade de preboste da faculdade de direito a partir de 1411.  Depois da Batalha de São Tiago sobre o Sihl (1443), serviu como enviado de Frederico III na corte do Delfim da França.
As obras literárias de Eych foram parcialmente conservadas; Enea Silvio Piccolomini, o futuro papa Pio II, dedicou ao seu amigo a obra De miseria curialium.  Durante a disputa com o papa Eugênio IV, manteve a política de neutralidade do rei.
Em 1º de Outubro de 1445, o capítulo da catedral da Catedral de Eichstätt o elegeu para ser príncipe-bispo de Eichstätt; a sua nomeação foi confirmada por Dietrich Schenk von Erbach († 1459), eleitor e arcebispo de Mogúncia posteriormente nesse mesmo mês.  Eych foi consagrado como bispo por Peter von Schaumberg (1388-1469), príncipe-bispo de Augsburgo, no dia 13 de Março de 1446.
Como bispo e reformador, Eych implementou diversos decretos do Concílio de Florença.  Por sua iniciativa, a escola e catedral de Ingolstadt foi modificada para se tornar a Universidade de Ingolstadt.  Ele fez a celebração do sínodo de 1447.
No consistório realizado em Viterbo em 31 de Março de 1462, o papa Pio II o nomeou sacerdote-cardeal.  Ele nunca recebeu o galero (barrete, ou chapéu eclesiástico) ou um titulus.
Depois de longa enfermidade, ele morreu em Eichstätt no dia 1 de Janeiro de 1464.  Foi sepultado na capela de Santo Aleixo do Monastério de Santa Walpurga em Eichstätt.

## Obras
- Epistula ad sanctimoniales monasterii Sanctae Walpurgae[9].
- Epistula ad Jacobum Carthusiensem.